# Gornji Orahovac (Kotor)
Pour les articles homonymes, voir Gornji Orahovac.
Gornji Orahovac (en serbe cyrillique : Горњи Ораховац) est un village du sud-ouest du Monténégro, dans la municipalité de Kotor.

## Démographie

### Évolution historique de la population
| 1948 | 1953 | 1961 | 1971 | 1981 | 1991 | 2003 |
| ---- | ---- | ---- | ---- | ---- | ---- | ---- |
| 78   | 71   | 58   | 39   | 13   | 35   | 36   |